# Calvert Strong
F. Calvert „Cal“ Strong (* 12. August 1907 in Jacksonville, Illinois; † 27. Januar 2001 in Carmichael, Kalifornien) war ein Wasserballspieler aus den Vereinigten Staaten, der 1932 eine olympische Bronzemedaille gewann.

## Karriere
Calvert Strong besuchte zunächst die Long Beach Poly High School und dann bis zu seiner Graduierung 1928 die Stanford University. Von 1929 bis 1936 spielte er beim Los Angeles Athletic Club und arbeitete nach seiner Graduierung im Security-Bereich.
Bei den Olympischen Spielen 1932 wirkte Strong in vier Spielen mit. Am Ende lagen hinter den Ungarn die deutsche Mannschaft und das US-Team nach Punkten gleichauf, wegen der besseren Tordifferenz erhielten die Deutschen die Silbermedaille und die Mannschaft aus den Vereinigten Staaten Bronze.
Calvert Strong gehörte auch bei den Olympischen Spielen 1928 und 1936 zum erweiterten Olympiakader. 1928 nahm er aus Studiengründen nicht teil, 1936 hatte er gerade einen neuen Job angetreten.